# Henrik Toft Hansen
Henrik Toft Hansen, född 18 december 1986 i Skive, är en dansk handbollsspelare. Han är högerhänt och spelar i anfall som mittsexa.

## Klubbkarriär
Innan han började som proffs i Tyskland spelade han för Mors-Thy Håndbold, AaB Håndbold, AG København och Bjerringbro-Silkeborg. Han vann den danska ligatiteln 2012 med AG København. 2013 hans första spelår i tyska handbollsligan vann han EHF Champions League med HSV Hamburg. 2018 vann han sin första tyska ligatitel med SG Flensburg- Handewitt. Samma år började han på hösten spela för Paris Saint-Germain HB och har med den klubben vunnit fem franska mästerskap 2019-2023.

## Landslagskarriär
Henrik Toft Hansen spelade för de danska ungdomslandslagen. 2008 debuterade 25 maj 2008 i A-landslaget mot Sverige. Han vann sin första stora merit med landslaget 2012 då han blev europamästare. Året efter förlorade Danmark VM-finalen mot Spanien. 2016 var han med och vann OS-guldet i Rio de Janeiro. Han var sedan med om att vinna VM-titeln 2017 så nu tillhör han skaran som vunnit EM, VM och OS.

## Privat
Henrik Toft Hansen är gift med svenska handbollsspelaren Ulrika Toft Hansen (f.d. Ågren). Han är yngre bror till handbollsspelaren René Toft Hansen.

## Meriter i urval

### Landslag
- EM-guld 2012 i Serbien
- VM-silver 2013 i Spanien
- OS-guld 2016 i Rio de Janeiro
- VM-guld 2019 i Tyskland/Danmark
- OS-Silver  2020 i Tokyo
- EM-brons 2022 i Ungern/Slovakien

### Klubblag
- EHF Champions League 2013 med HSV Hamburg
- Dansk mästare 2012 med AG Köpenhamn
- Tysk mästare 2018 med SG Flensburg-Handewitt
- 5  Fransk mästare 2019, 2020, 2021, 2022 och 2023 med Paris Saint-Germain HB
- 2  Fransk Cupmästare 2021 och 2022 med Paris Saint-Germain HB